# LGBT práva v Arizoně

Duhová mapa Arizony

Lesby, gayové, bisexuálové a translidé (LGBT) se v americkém státě Arizona setkávají s právními komplikacemi neznámými pro zbylé obyvatelstvo. Stejnopohlavní sexuální aktivita je v Arizoně legální a páry stejného pohlaví smějí uzavírat sňatky. Arizonské zákony garantují jiným sexuálním orientacím a genderovým identitám pouze limitovanou ochranu před diskriminací.

## Zákony proti homosexualitě
Arizona Equity Act (Zákon o spravedlivém zacházení) přijatý v r. 2001 zrušil veškeré zdejší zákony proti sodomii.

## Stejnopohlavní manželství v Arizoně

Mapa arizonských měst a okresů, které posyktují civilním svazkům nebo registrovaným partnerstvím určité benefity.
Město garantuje svazkům podobná práva vyplývající z manželství
Město toto garantují registrovanému partnerství
Okresy garantují taková práva registrovanému partnerství
Stát garantuje benefity státním zaměstnancům
Žádné uznání stejnopohlavních manželství nebo registrovaného partnerství ve státních zákonech

Arizona uznává stejnopohlavní manželství poté, co distriktní soud rozhodl 17. října 2014, že místní zákony definující manželství jako svazek muže a ženy a ústavní zákaz stejnopohlavního manželství jsou nepřípustné.

## Adopce a rodičovství
Arizona umožňuje osvojování jednotlivcům. Neexistuje rovněž žádný zákaz adopce stejnopohlavními páry, ani adopce nevlastním rodičem v homosexuálním páru. Nicméně zákon nařizuje adopčním agenturám dávat přednost manželským heterosexuálním párům. Agentury tedy mohou přistoupit na osvojení jednotlivcem, pouze je-li to v nejlepším zájmu dítěte, anebo když není dost zájemců z řad manželských párů.

## Ochrana před diskriminací

Mapa arizonských měst, které mají zahrnutou sexuální orientaci a/nebo genderovou identitu ve vyhláškách proti diskriminaci v zaměstnání
Sexuální orientace a genderová identita zahrnuty ve vyhláškách proti diskriminaci v zaměstnání
Sexuální orientace a genderová identita zahrnuty pouze pro práci ve veřejném sektoru
Sexuální orientace v práci ve veřejném sektoru

Diskriminace jiných sexuálních diskriminací ve veřejném sektoru je zakázána od r. 2003 po vydání guvernérského nařízení Janet Napolitanové.
Diskriminace jiných sexuálních orientací a genderových identit v zaměstnání je zakázána v Chandleru Flagstaff, Phoenix, Scottsdale, Tucson and Tempe.

## Zákony proti zločinům z nenávisti
Arizona má sexuální orientaci zahrnutou v trestním právu. Genderová identita není začleněná.

## Změna pohlaví
Arizona vydává nový rodný list translidem po předešlé operativní změně pohlaví.

## Souhrnný přehled
| Stejnopohlavní sexuální aktivita legální          | Ano |
| Rovný legální věk způsobilosti k pohlavnímu styku | Ano |
| Zákony proti homofobní diskriminaci               | Ano |
| Anti-diskriminační zákony                         | Ne  |
| Registrované partnerství                          | Ano |
| Adopce dítěte partnera                            | Ano |
| Společná adopce dětí stejnopohlavními páry        | Ano |
| Přístup k umělému oplodnění pro lesbické ženy     | Ano |
| Stejnopohlavní manželství                         | Ano |
| Náhradní mateřství pro gay páry                   | Ne  |
| MSM smějí darovat krev                            | Ne  |